# توماس ادگار
توماس ادگار (زاده ۲۱ ژوئن ۱۹۸۹) بازیکن والیبال اهل استرالیا و عضو تیم ملی والیبال استرالیا و باشگاه ایشورنتس گریتس است.ادگار از ستاره های تیم ملی استرالیا محسوب می‌شود که در بازیهای المپیک تابستانی ۲۰۱۲ نیز سابقه بازی دارد.